# Gabèsi-öböl
A Gabès-i öböl (vagy Cabès, Cabes, Gaps, arabul: خليج قابس ḫalīǧ Qābis) Tunézia keleti partjai mentén, a Földközi-tengerben lévő öböl. Más néven Kis-Szirtisznek is nevezik (az ógörög Μικρά Σύρτις (Mikrá Sýrtis) és a latin Syrtis Minor szavakon keresztül), mellyel ellentétbe állítják a Líbia partjainál fekvő Nagy-Szirtisszel.
Az öböl partjai nagyjából Szfaksztól Dzserbáig húzódnak. Az öbölben fekszik Gabès (Ghannouche) városa, ahol az árapály közötti különbség akár 2,1 m is lehet. Kábesz és Szfaksz is jelentős kikötő, ahol gyakran megfordulnak a szivacsot és tonhalat begyűjtő halászok. A terület gazdasági és közigazgatási központja Kábesz.

## Története
A Syrtis Minor nevet Caius Plinius Secundus használta, mellyel Polübiosz egy korábbi tanulmányát idézte 1.39.2, aki ennek az ógörög megfelelőjét használta.  ἡ μικρά Σύρτις (máshol másképp  Σύρτις ἡ μικρά, Σύρτις ἡ μικροτέρα, ἡ μικροτέρα Σύρτις).
Egy alternatív név volt ógörögül: Λωτοφαγῖτις σύρτις Lōtophagîtis sýrtis "a lotophagoszok Szirtisze", melyről Sztrabón számolt be.
A Syrtis szerepel a Biblia újszövetségi részében is, ahol Pál apostol elmondja, hogyan küldték el láncokon Rómába, hogy kiállja Néró császár próbatételeit. Hajójának kapitányai attól tartottak, hogy egy vihar miatt a Syrtisre kerülnek, Elővigyázatosságból több döntést is hozott, aminek a következtében hajótörést szenvedtek a Földközi-tengeren Málta szigeténél.
Sztrabón Tacape-re (a mai Kábesz városára) Syrtix Minor egyik fontos belépő kikötőjére hivatkozik.
Hérodotosz Történelem című művének IV. könyvében említ a hellyel kapcsolatban egy fesztivált. Ennek modern változatát – melyet két banda kövekkel és botokkal játszik el minden évben a Shatt al-Jerid közelében minden évben – G. Payre megemlítette 1942-es Une fete de printemps au Jerid (1942) című könyvében is.

## Földrajza
A legtöbb forrás szerint a Gabèsi-öböl délkeleten a Dzserba-sziget északkeleti széle északnyugaton pedig a Ras Yonga (Yonga-pont) határolja. A  Ras Yonga a Jazīrat Khunayyis sziget mellett északon van annak mocsarainál, Szfaksztól nagyjából 52 km-re délnyugatra. Sztrabón földrajztudós szerint az öböl bejárata a Kerkennah-szigetektől Dzserbáig húzódott. Ezután Sztrabón egy nagyobb területet ad meg, melyet egy Sztaxtól Dzserba szigeteiig húzódó vonallal lehet leírni. Ebbe már beletartozik a Kerkennah-szigetek nagyobb része és Sztaksz tengerpartja is. A kisebb öböl középpontjának koordinátái é. sz. 33° 59′ 29″, k. h. 10° 24′ 09″33.991389°N 10.402500°E, meynek szélessége 68,5 km, hosszúsága pedig 51 km. A nagyobb öböl hosszúsága 150 km. szélessége 90 km, középpontja pedig é. sz. 34° 04′ 48″, k. h. 10° 28′ 36″34.080000°N 10.476667°E.
A kisebb és a nagyobb öböl is teljesen az Afrikai-lemezen fekszik, és 200 méternél sehol sem mélyebb. A perm és a triász alatt karbonát ásványok és sókőzetek rakódtak le a Gabés-öbölben, melyekből mára sódombok és diapírok jöttek létre. Ezen elül az élővilágból szén és szénhidrogének rakódtak le a környéken. Ez ma az öböl olaj- és gáziparának az alapja. A terület fontos kitermelő helyei közé tartozik az Ashtart-mező és a Chergui-mező. Az Ashtart olajterminál az öböl külső szélén fekszik, koordinátái é. sz. 34° 17′, k. h. 11° 23′34.283333°N 11.383333°E, ahol a tankerek könnyedén fel tudják venni az olajat.